# Vlag van Kontich
De vlag van Kontich werd door de gemeenteraad op 8 september 1980 officieel vastgesteld als de gemeentelijke vlag van de Antwerpse gemeente Kontich. Op 9 december 1980 werd hij door het koninklijk besluit bevestigd en uiteindelijk gepubliceerd op 29 januari 1981 in het officiële Belgisch Staatsblad.
Officieel wordt de vlag beschreven als:
Negen even lange banen van rood en van geel
De vlag is gebaseerd op het gemeentewapen, waarbij het wapenschild is weggelaten.

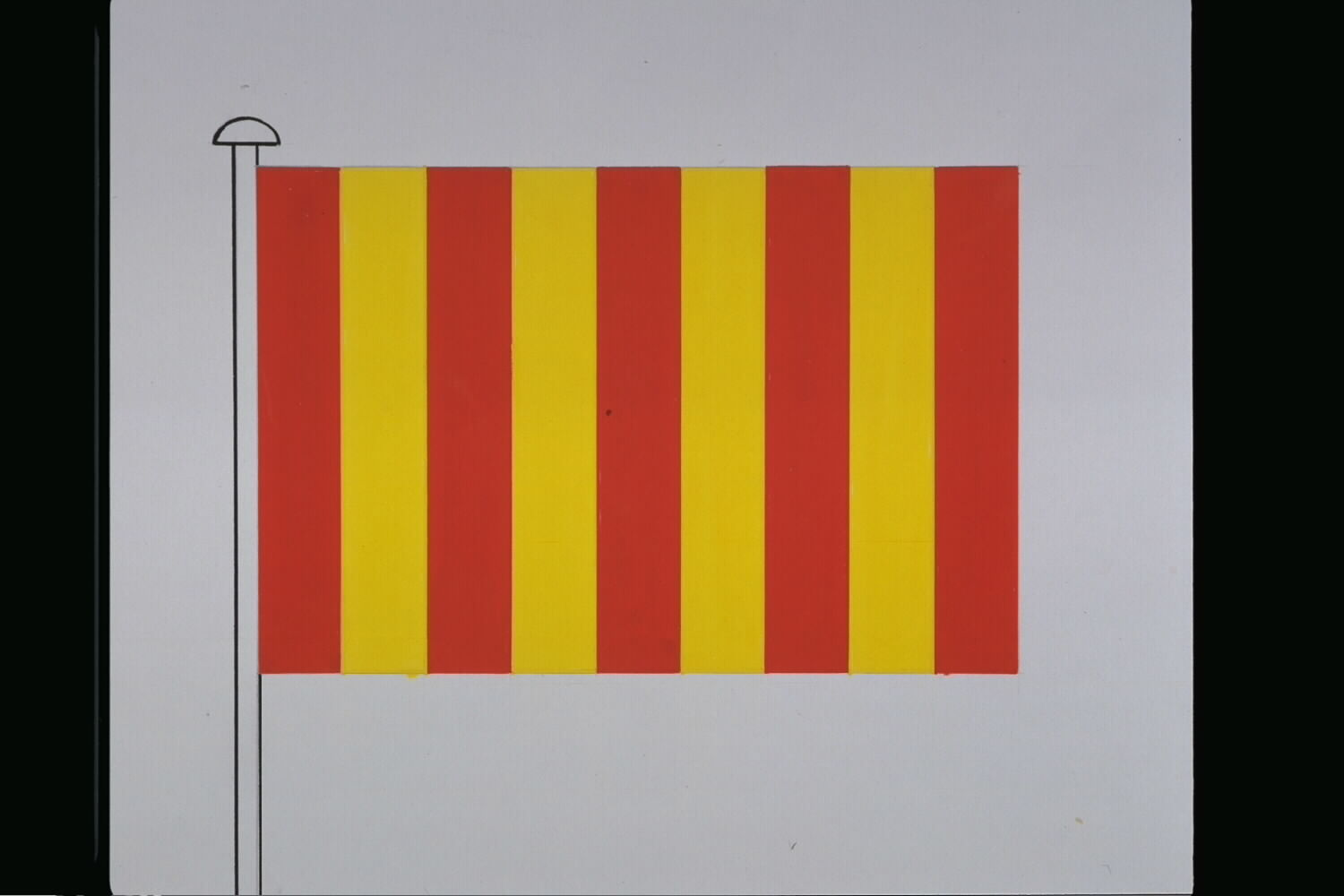
Officiële tekening van de vlag